# Panteon u Parizu
Panteon u Parizu tj. Panthéon, prvobitno Crkva Sv. Genoveve (fr. Sainte-Geneviève), bila je najveća pariška crkva i najraniji spomenik neoklasicizma.

## Povijest
Počeo ju je graditi Jacques-Germain Soufflot 1757. godine, ali je dovršena tek nakon njegove smrti 1792. godine. 
Prije no što je dovršena, revolucionarna vlada koja je kontrolirala Pariz, oduzela je sve religijske predmete kako bi osigurala sredstva za javne radove. Umjesto da prodaju crkvu, kako su prvotno bili namjerili, odlučili su ipak da ga načine "Hramom Slave" za sahranu "Heroja slobode".
Za vrijeme Napoleona (1799. – 1814.) građevina je ponovno posvećena kao katolička crkva i kao takva služila je i za kralja Luja-Filipa (1830. – 1834.) i Napoleona III. (1852. – 1870.). Nakon toga proglašena je neopredijeljenim hramom – Panthéon.
Godine 1851. zgrada je korištena kao laboratorij za fiziku, gdje je fizičar Jean-Bernard Foucault dokazao svoju teoriju da se zemlja vrti oko svoje osi u pravcu kazaljke na satu mjereći uvijanje oratorija ispod kupole. Godine 1995. pepeo Marie Curie premješten je u Panteon, čime je ona postala prva žena koja je tu pokopana.

## Izgled
Soufflot je na svojoj crkvi želio spojiti tri tradicije: antičku rimsku arhitekturu koju je vidio na svom putu u Italiju 1749. godine; francuski i engleski barokni klasicizam; te Paladijski stil koji se upravo pojavio u Engleskoj.
Portik je modeliran prema antičkim rimskim hramovima. Golemi stupovi portika široko su razmaknuti, što je otežalo gradnju zabata iznad njih.
Konstrukcija zgrade je vrlo smiona, stupovi koji podupiru kupolu, neobično su tanki i daju interijeru dojam prozračnosti. Kupola je verzija Wrenove kupole sv. Pavla, ali s rasponima jedinstvenog motiva.
Geometrijski centralni plan građevine nastavlja kršćansku tradiciju, ali ima uzora i u Burlingtonovoj Chiswick kući.

## Popis ljudi koji počivaju u Panteonu
| Godina sahrane u Panthéonu | Ime                                                                            | Bilješke                                                                                                 |
| -------------------------- | ------------------------------------------------------------------------------ | --- |
| 1791.                      | Honoré Mirabeau                                                                | Kremiran 1794.                                                                                           |
| 1791.                      | Voltaire                                                                       | |
| 1792.                      | Nicolas-Joseph Beaurepaire                                                     | Nestao.                                                                                                  |
| 1793.                      | Louis Michel le Peletier de Saint-Fargeau                                      | Njegovo tijelo je obitelj premjestila 14. veljače 1795.                                                  |
| 1793.                      | Augustin-Marie Picot, markiz de Dampierre                                      | Nestao.                                                                                                  |
| 1794.                      | Jean-Paul Marat                                                                | Odstranjen iz Panthéona.                                                                                 |
| 1794.                      | Jean Jacques Rousseau                                                          | |
| 1806.                      | Claude-Louis Petiet                                                            | |
| 1807.                      | Jean-Étienne-Marie Portalis                                                    | |
| 1807.                      | Louis-Pierre-Pantaléon Resnier                                                 | |
| 1807.                      | Louis-Joseph-Charles-Amable d'Albert, vojvoda od Luynesa                       | Odstranjen iz Panthéona.                                                                                 |
| 1807.                      | Jean-Baptiste-Pierre Bévière                                                   | |
| 1808.                      | Francois Barthélemy, grof od Béguinota                                         | |
| 1808.                      | Pierre Jean Gebanis                                                            | |
| 1808.                      | Gabriel-Louis, markiz od Caulaincourta                                         | |
| 1808.                      | Jean-Frédéric, vojvoda od Perrégauxa                                           | |
| 1808.                      | Antoine-César de Choiseul, vojvoda od Praslina                                 | |
| 1808.                      | Jean-Pierre-Firmin, vojvoda Malher                                             | Urna s njegovim srcem.                                                                                   |
| 1809.                      | Jean Baptiste Papin, vojvoda od Saint-Christaua                                | |
| 1809.                      | Joseph-Marie, grof od Viena                                                    | |
| 1809.                      | Pierre Garnier, vojvoda od Laboissièrea                                        | |
| 1809.                      | Jean Pierre Sers, vojvoda od Sersa                                             | Urna s njegovim srcem.                                                                                   |
| 1809.                      | Jérôme-Louis-François-Joseph, vojvoda od Durazza                               | Urna s njegovim srcem.                                                                                   |
| 1809.                      | Justin-Bonaventure, vojvoda od Morard de Gallesa                               | Urna s njegovim srcem.                                                                                   |
| 1809.                      | Emmanuel Crétet, vojvoda od Champnola                                          | |
| 1810.                      | Giovanni Baptista, kardinal Caprara                                            | |
| 1810.                      | Louis Vincent Le Blond de Saint-Hilaire, vojvoda od Saint-Hilairea             | |
| 1810.                      | Jean-Baptiste, vojvoda od Treilharda                                           | |
| 1810.                      | Jean Lannes, vojvoda od Montebella                                             | |
| 1810.                      | Charles-Pierre-Claret, grof od Fleurieu de La Tourettea                        | |
| 1811.                      | Louis Antoine de Bougainville                                                  | |
| 1811.                      | Charles, kardinal Erskinea od Kelliea                                          | |
| 1811.                      | Alexandre-Antoine Hureau de Sénarmont, baron od Sénarmonta                     | Urna s njegovim srcem.                                                                                   |
| 1811.                      | Ippolito Antonio, kardinal Vicenti Mareri                                      | |
| 1811.                      | Nicolas-Marie, grof od Songis des Courbons                                     | |
| 1811.                      | Grof Michel Ordener                                                            | |
| 1812.                      | Jean-Marie-François Lepaige, grof Dorsennea                                    | |
| 1812.                      | Jan Willem de Winter na francuskom: Jean Guillaume De Winter, grof od Huessena | |
| 1813.                      | Hyacinthe-Hugues-Timoléon de Cossé, grof od Brissaca                           | |
| 1813.                      | Jean-Ignace Jacqueminot, grof od Hama                                          | |
| 1813.                      | Grof Joseph Louis Lagrange                                                     | |
| 1813.                      | Grof Jean Rousseau                                                             | |
| 1813.                      | François-Marie-Joseph-Justin, grof Virya                                       | |
| 1814.                      | Grof Jean-Nicolas Démeunier                                                    | |
| 1814.                      | Grof Jean-Louis-Ebenezer Reynier                                               | |
| 1814.                      | Claude-Ambroise Régnier, vojvoda od Massa di Carrare                           | |
| 1815.                      | Antoine-Jean-Marie, grof Thévenard                                             | |
| 1815.                      | Grof Claude-Juste-Alexandre Legrand                                            | |
| 1829.                      | Jacques-Germain Soufflot                                                       | |
| 1885.                      | Victor Hugo                                                                    | |
| 1889.                      | Lazare Carnot                                                                  | Pokopan na stogodišnjicu Francuske revolucije.                                                           |
| 1889.                      | Théophile-Malo Corret de la Tour d'Auvergne                                    | Pokopan na stogodišnjicu Francuske revolucije.                                                           |
| 1889.                      | Pierre Galetto                                                                 | Pokopan na stogodišnjicu Francuske revolucije.                                                           |
| 1889.                      | François Séverin Marceau-Desgraviers                                           | Pokopan na stogodišnjicu Francuske revolucije – samo njegov pepeo.                                       |
| 1894.                      | Marie François Sadi Carnot                                                     | Pokopan odmah nakon atentata.                                                                            |
| 1907.                      | Marcellin Berthelot                                                            | Gospođa Sophie Berthelot pokopana sa svojim mužem.                                                       |
| 1908.                      | Émile Zola                                                                     | |
| 1920.                      | Léon Gambetta                                                                  | Urna s njegovim srcem.                                                                                   |
| 1924.                      | Jean Jaurès                                                                    | Deset godina nakon atentata.                                                                             |
| 1933.                      | Paul Painlevé                                                                  | |
| 1948.                      | Paul Langevin                                                                  | |
| 1948.                      | Jean Perrin                                                                    | Pokopan istoga dana kad i Paul Langevin.                                                                 |
| 1949.                      | Victor Schoelcher                                                              | Pokopan sa svojim ocem Marcom.                                                                           |
| 1952.                      | Louis Braille                                                                  | Tijelo premješteno u Panteon na desetogodišnjicu smrti.                                                  |
| 1964.                      | Jean Moulin                                                                    | Pepeo premješten s groblja Père Lachaise 19. prosinca 1964.                                              |
| 1987.                      | René Cassin                                                                    | Tijelo premješteno u Panteon na stogodišnjicu rođenja.                                                   |
| 1988.                      | Jean Monnet                                                                    | Tijelo premješteno u Panteon na stogodišnjicu rođenja.                                                   |
| 1989.                      | Abbé Baptiste-Henri Grégoire                                                   | Pokopan na dvjestogodišnjicu Francuske revolucije.                                                       |
| 1989.                      | Gaspard Monge                                                                  | Pokopan na dvjestogodišnjicu Francuske revolucije.                                                       |
| 1989.                      | Marquis de Condorcet                                                           | Pokopan na dvjestogodišnjicu Francuske revolucije.                                                       |
| 1995.                      | Pierre Curie                                                                   | |
| 1995.                      | Marie Sklodowska-Curie                                                         | Prva žena pokopana u Panteonu, zbog svojih znanstvenih dostignuća.                                       |
| 1996.                      | Andre Malraux                                                                  | Pepeo prenesen s groblja Verrières-le-Buisson (Essonne) 23. studenog 1996. na dvadesetogodišnjicu smrti. |
| 2002.                      | Alexandre Dumas                                                                | Pokopan 132 godine nakon smrti.                                                                          |

## Poveznice
- Neoklasicizam
- Arhitektura baroka

## Vanjske poveznice
|  | Zajednički poslužitelj ima još gradiva o temi Panthéon de Paris |

- Panthéon – Centre des monuments nationaux (francuski)